# Bálint Alajos
Bálint Alajos (Lugos, 1902. július 4. – Szeged, 1983. március 30.) régész, egyetemi oktató, múzeumigazgató.
Kutatási területe: a magyar középkori régészet, falukutatások, temető feltárások.

## Életpályája
Elemi-és középiskoláit Makón végezte. 1921-től Szegeden tanult a Ferenc József Tudományegyetemen történelem–földrajz szakon. 1926-ban doktorált. A egyetemi Régészeti Intézetben volt gyakornok, 1930-tól tanársegéd, 1936-tól adjunktus. Rövidebb tanulmányutakat tett a bécsi és a római Collegium Hungaricumban (1936 és 1937). 1939-től a Magyarországhoz visszacsatolt felvidéki részen, a kassai múzeumban dolgozott.
A második világháború után miniszteri biztosként részt vett a múzeumi károk felmérésében, a köz-és magángyűjtemények újjászervezésében. 1949–1968 között a szegedi Móra Ferenc Múzeum igazgatója volt. Az ott töltött közel 20 év alatt bővítette a múzeum épületét, újjászervezte a képzőművészeti gyűjteményt, évkönyvsorozatot indított. Számos középkori templom, temető és település ásatását vezette. 1958–1966 között előadásokat tartott a szegedi egyetemen az Ókori Történeti és Régészeti Tanszéken, 1964-től mint címzetes egyetemi docens. Számos középkori régészeti cikket publikált. 1968. december 31-én nyugdíjazták mint a Csongrád megyei Múzeumok Igazgatóságának vezetőjét.

## Művei (válogatás)
- Szalkaháti Árpád-kori temető. Dolgozatok a Ferenc József Tudományegyetem Régiségtani Intézetéből, (1936)
- Makó-Mezőkopáncsi középkori temető sírleletei. Uo. 1936)
- A kaszaperi középkori templom és temető. Uo. (1938)
- A mezőkovácsházi középkori település emlékei. Uo. (1939)
- Régészeti feladatok a Felvidéken. Kassai Új Magyar Múzeum, (1942)
- A kiskunfélegyháza-templomhalmi temető. Móra Ferenc Múzeum Évkönyve, (1956)
- Árpád-kori temető Szatymazon. Uo. (1958-1959)
- Muhi elpusztult középkori falu tárgyi emlékei. Éri Istvánnal. Régészeti Füzetek, (1959)
- A középkori Nyársapát lakóházai. Móra Ferenc Múzeum Évkönyve, 1960–1962)
- Kiskundorozsma-Vöröshomok dűlői leletek. Uo. (1963)

## Tudományos tisztség
- A Móra Ferenc Múzeum Évkönyve szerkesztője, (1956-1967)
- Szeged folyóirat (szerk.) Szeged, (1969, 1975)

## Társasági tagság
- Magyar Régészeti és Művészettörténeti Társulat (1928-; választmányi tag)
- Magyar Néprajzi Társulat (1930-)

## Díjak, elismerések
- Szocialista Kultúráért, 1956
- Munka Érdemrend bronz fokozata, 1965